# Japón en los Juegos Olímpicos de Barcelona 1992
Japón estuvo representado en los Juegos Olímpicos de Barcelona 1992 por un total de 256 deportistas que compitieron en 24 deportes.  
La portadora de la bandera en la ceremonia de apertura fue la jugadora de voleibol Kumi Nakada.

## Medallistas
El equipo olímpico japonés obtuvo las siguientes medallas:
| Nombre                                                                                            | Deporte               | Competición                     |
| ------------------------------------------------------------------------------------------------- | --------------------- | ------------------------------- |
| Oro                                                                                               |                       |                                 |
| Toshihiko Koga                                                                                    | Judo                  | –71 kg M                        |
| Hidehiko Yoshida                                                                                  | Judo                  | –78 kg M                        |
| Kyoko Iwasaki                                                                                     | Natación              | 200 m braza F                   |
| Plata                                                                                             |                       |                                 |
| Koichi Morishita                                                                                  | Atletismo             | Maratón M                       |
| Yuko Arimori                                                                                      | Atletismo             | Maratón F                       |
| Yukio Iketani                                                                                     | Gimnasia artística    | Suelo M                         |
| Naoya Ogawa                                                                                       | Judo                  | +100 kg M                       |
| Ryoko Tani                                                                                        | Judo                  | –48 kg F                        |
| Noriko Mizoguchi                                                                                  | Judo                  | –52 kg F                        |
| Yoko Tanabe                                                                                       | Judo                  | –72 kg F                        |
| Kasumi Watanabe                                                                                   | Tiro                  | Foso M                          |
| Bronce                                                                                            |                       |                                 |
| Equipo                                                                                            | Béisbol               | Torneo M                        |
| Masayuki Matsunaga                                                                                | Gimnasia artística    | Paralelas M                     |
| Yukio Iketani Masayuki Matsunaga Daisuke Nishikawa Yutaka Aihara Takashi Chinen Yoshiaki Hatakeda | Gimnasia artística    | Concurso completo por eqs. M    |
| Tadanori Koshino                                                                                  | Judo                  | –60 kg M                        |
| Hirotaka Okada                                                                                    | Judo                  | –86 kg M                        |
| Chiyori Tateno                                                                                    | Judo                  | –56 kg F                        |
| Yoko Sakaue                                                                                       | Judo                  | +72 kg F                        |
| Kosei Akaishi                                                                                     | Lucha libre           | 68 kg M                         |
| Fumiko Okuno                                                                                      | Natación sincronizada | Solo F                          |
| Fumiko Okuno Aki Takayama                                                                         | Natación sincronizada | Dúo F                           |
| Ryohei Koba                                                                                       | Tiro                  | Rifle en tres posiciones 50 m M |